# 僧階
僧階（そうかい）とは、僧侶の階級を示すものの一つである。
律令制に由来する僧侶の官職階級制度だった（1873年に廃止済）僧官が原形である。現在では、宗派によって僧階の制度は異なっている。一部の宗派では、明治初期の、大教宣布運動を担う宗教官吏教導職の階級呼称も引き続き用いられている。

## 主な僧階
僧階は宗派によって細部が異なるので一概にこうとはいえない側面もあるが、基本的は次のような構成になっている。なお参考のために僧綱の僧位相当表も下に添えた。
| 僧階                                      |
| ----------------------------------------- |
| だいそうじょう 大僧正                     |
| ごんの だいそうじょう 権大僧正            |
| ちゅうそうじょう・そうじょう 中僧正・僧正 |
| ごんの ちゅうそうじょう 権中僧正          |
| しょうそうじょう 少僧正                   |
| ごんの しょうそうじょう 権少僧正          |
| だいそうづ 大僧都                         |
| ごんの だいそうづ 権大僧都                |
| ちゅうそうづ・そうづ 中僧都・僧都         |
| ごんの ちゅうそうづ 権中僧都              |
| しょうそうづ 少僧都                       |
| ごんの しょうそうづ 権少僧都              |
| だいりっし 大律師                         |
| ちゅうりっし・りっし 中律師・律師         |
| ごんの りっし 権律師                      |

### 僧綱の僧位相当表
| 僧位                                  | 僧官                                  |
| ------------------------------------- | ------------------------------------- |
| ほういん だいおしょう い 法印大和尚位 | だいそうじょう 大僧正                 |
| ほういん だいおしょう い 法印大和尚位 | そうじょう 僧正                       |
| ほういん だいおしょう い 法印大和尚位 | ごんの そうじょう 権僧正              |
| ほうげん わじょう い 法眼和上位       | だいそうづ 大僧都                     |
| ほうげん わじょう い 法眼和上位       | ごんの だいそうづ 権大僧都            |
| ほうげん わじょう い 法眼和上位       | しょうそうづ 少僧都                   |
| ほうげん わじょう い 法眼和上位       | ごんの しょうそうづ 権少僧都          |
| ほうきょう しょうにん い 法橋上人位   | だいりっし 大律師                     |
| ほうきょう しょうにん い 法橋上人位   | りっし（ちゅうりっし） 律師（中律師） |
| ほうきょう しょうにん い 法橋上人位   | ごんの りっし 権律師                  |